# Weißwurst

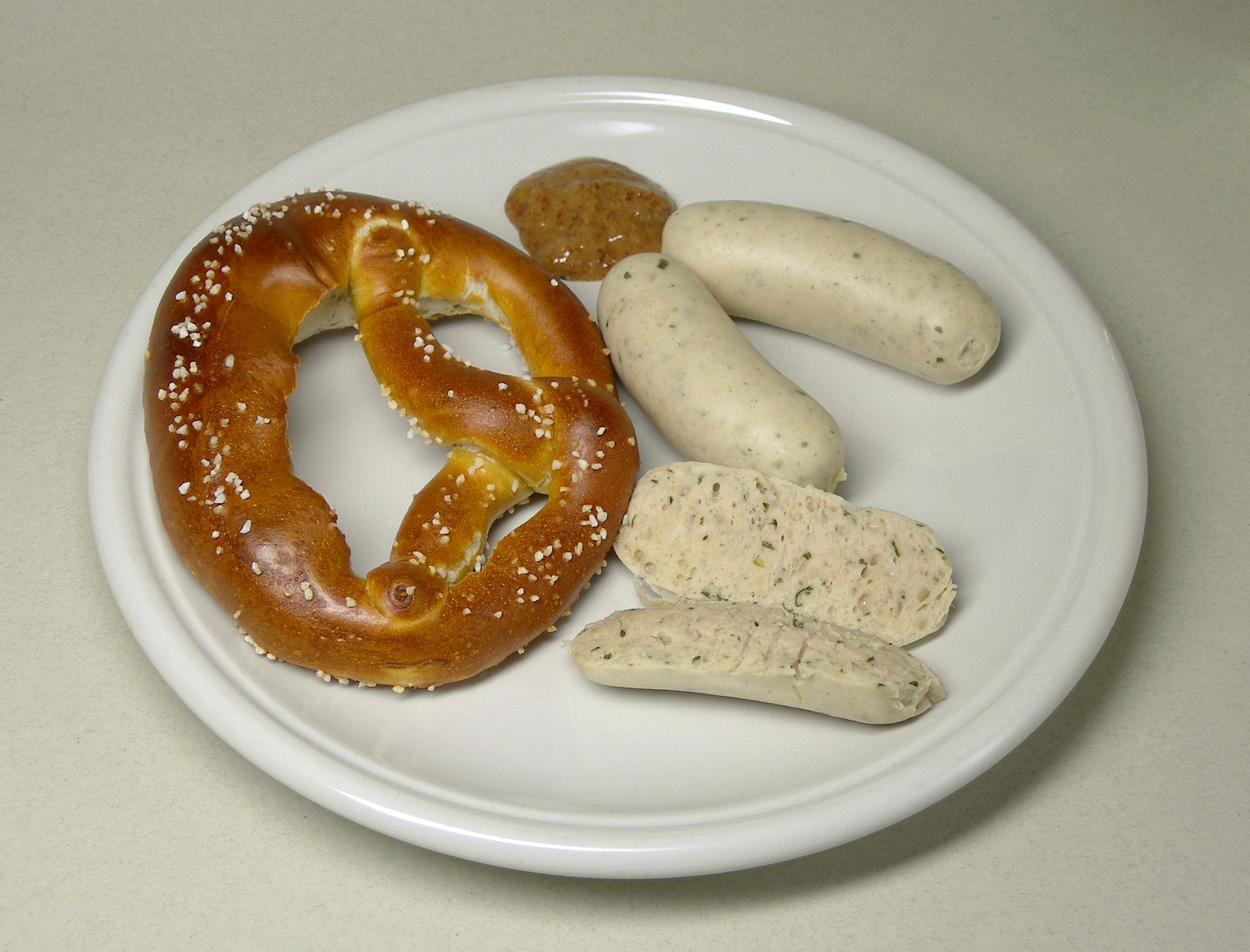
Münchner Weißwürste mit Brezel (bairisch „Brezn“) und süßem Senf

Eine Weißwurst ist eine Brühwurst aus fein gekuttertem Kalbfleisch (heute auch Schweinefleisch), Schweinerückenspeck und Gewürzen. Weil das Brät nicht mit Nitritpökelsalz, sondern mit üblichem Kochsalz gesalzen wird, hat die Wurst eine weiße Farbe. Diese Farbe entsteht durch Oxidation, die beim Erhitzen von unbehandeltem Fleisch auftritt. Die heute nur noch wenig verbreitete Stockwurst ist der Weißwurst ähnlich, allerdings besteht sie überwiegend aus Rindfleisch und ist dicker und kürzer.

## Münchner Weißwurst
Die Weißwurst ist eine der bekanntesten Münchner Spezialitäten. Sie wird traditionell frühmorgens hergestellt und vormittags als Imbiss auf Märkten und in Wirtshäusern mit süßem Senf, Brezn und Weißbier verzehrt.

### Entstehung

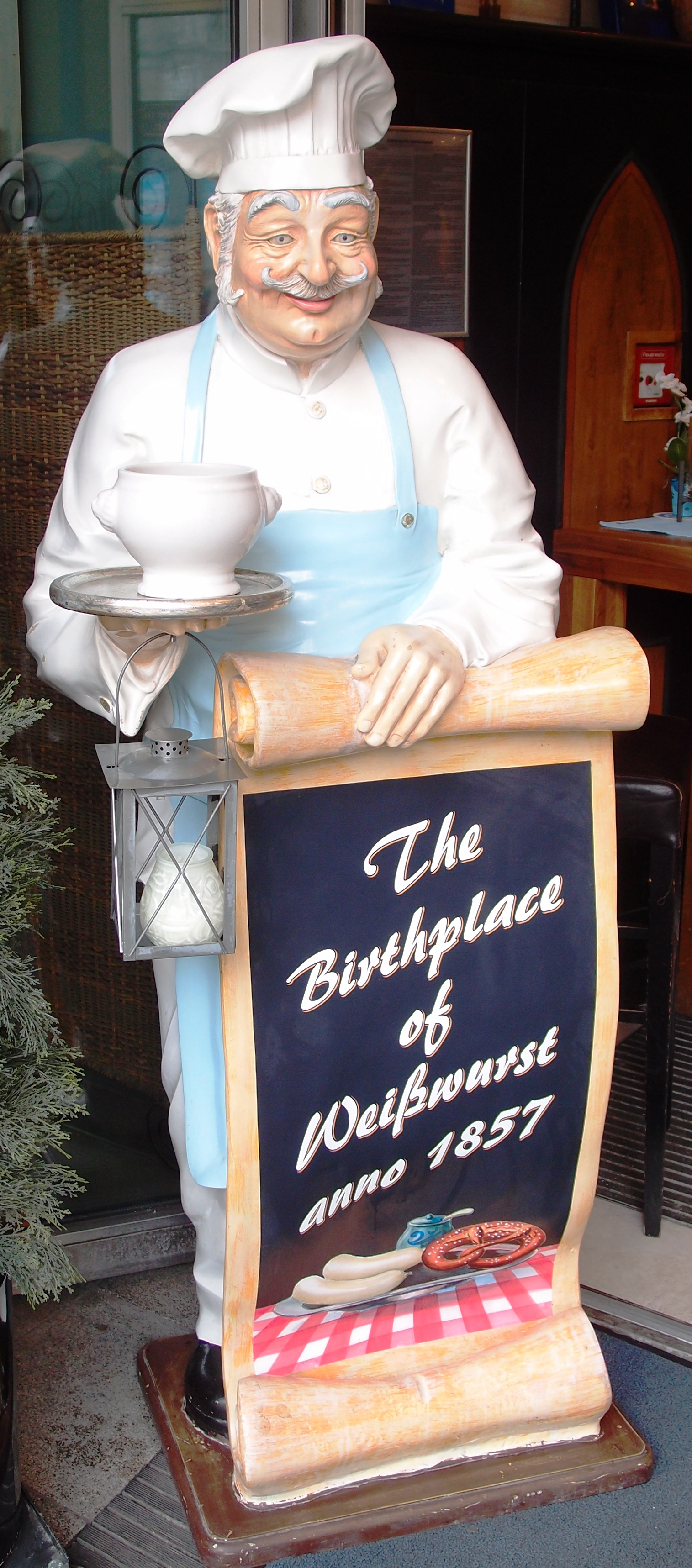
Weißwurst-Werbung am früheren Gasthaus „Zum Ewigen Licht“ am Münchner Marienplatz

Der Legende nach wurde die Weißwurst im Gasthaus „Zum Ewigen Licht“ am Münchner Marienplatz am 22. Februar 1857 (Faschingssonntag) vom Wirtsmetzger Joseph Moser (genannt „Moser Sepp“) eher zufällig bei der Bratwurstherstellung erfunden – als „Fehlfabrikat“. Als Moser die Saitlinge (Schafsdärme) für die Kalbsbratwürstchen ausgingen, während schon die Gäste warteten, soll er seinen Lehrling losgeschickt haben, um neue zu besorgen. Dieser kam aber mit Schweinedärmen zurück, die zu zäh und zu groß für Bratwürste sind. In der Not füllte Moser sie trotzdem mit der fertigen Masse, briet die Würste jedoch nicht, sondern brühte sie in heißem Wasser, weil er Bedenken hatte, dass die Schweinedärme beim Braten platzen könnten.
Später wurde die Weißwurst unter anderem durch Brauchtumsfeste wie etwa das Oktoberfest oder den Münchner Fasching in Verbindung mit dem Stadtnamen weit über die Grenzen Münchens hinaus bekannt. Der Münchner Stadtarchivar Richard Bauer wendet jedoch ein, dass es die Münchner Weißwurst wohl schon vor 1857 gab und sie in Wirklichkeit die Weiterentwicklung einer sehr viel älteren Maibockwurst ist. So fand er einen Stich aus dem Jahr 1814, der Münchner in einem Bockkeller beim „Zuzeln“ von Weißwürsten zeigt, und konnte in einem alten Metzgerhandbuch einen Eintrag recherchieren, der besagt, „dass die Weißwurst dasselbe ist, wie die Maibockwurst, nur weniger scharf gewürzt und mit geringerem Schweinefleisch-Anteil“.
Vergleichbare Würste, die in heißem Wasser serviert werden, gab es bereits im 14. Jahrhundert in Frankreich. In französischen Kochbüchern werden sie zu Beginn des 19. Jahrhunderts „Boudin Blanc“ (Weißwurst) genannt.

### Herstellung und Zubereitung
Münchner Weißwürste werden aus Kalbfleisch, Schweinerückenspeck, gegartem Kalbskopffleisch, Eis-Schnee sowie Kochsalz hergestellt und je nach Rezept mit Petersilie, Pfeffer, Zitronenpulver, Macis und Zwiebeln, auch Ingwer und Kardamom gewürzt. Der Muskelfleischanteil muss dabei überwiegen, also zu mindestens 51 % aus Kalbfleisch bestehen. Zu dem entsehnten Fleisch kommt noch das Häutelwerk, das sich aus gekochten, ausgelösten Kalbskopfteilen mit Haut, Bindegewebsteilen von Kälbern und gekochten Schwarten von jungen Schweinen zusammensetzt. Das Häutelwerk darf nicht mehr als 10 Prozent der Wurstmasse betragen, der Fremdwassergehalt nicht über 25 Prozent, der Fettgehalt nicht über 30 Prozent liegen.
Die fertige Wurstmasse wird in Schweinedärme gefüllt und zu etwa 12–15 cm langen Würsten von 80–90 Gramm Gewicht abgedreht. Sie werden heute bereits in der Metzgerei gebrüht. Zubereitet werden sie, indem man sie etwa 10 Minuten in 70 °C heißem, leicht gesalzenem Wasser erwärmt. In kochendem Wasser platzen sie, verlieren an Geschmack und es besteht die Gefahr, dass sich der Darm nicht mehr ordentlich abpellen lässt.
Aus der Zeit vor der Erfindung der Kühltechnik stammt die Empfehlung, Weißwürste dürften das Mittagsläuten um 12 Uhr nicht hören. Nach einer anderen Erklärung wurden sie vormittags in den Gaststätten an Handwerker verkauft, die zum Mittagstisch Platz für zahlungskräftigere Kundschaft machen sollten. Heute werden Weißwürste den ganzen Tag über angeboten, von Bayern aber trotzdem in aller Regel nur zum Zweiten Frühstück gegessen. Mittlerweile werden „Münchner Weißwürste“ überwiegend industriell und außerhalb Münchens hergestellt und vorgebrüht in Dosen oder eingeschweißt weltweit vertrieben.

### Verzehr

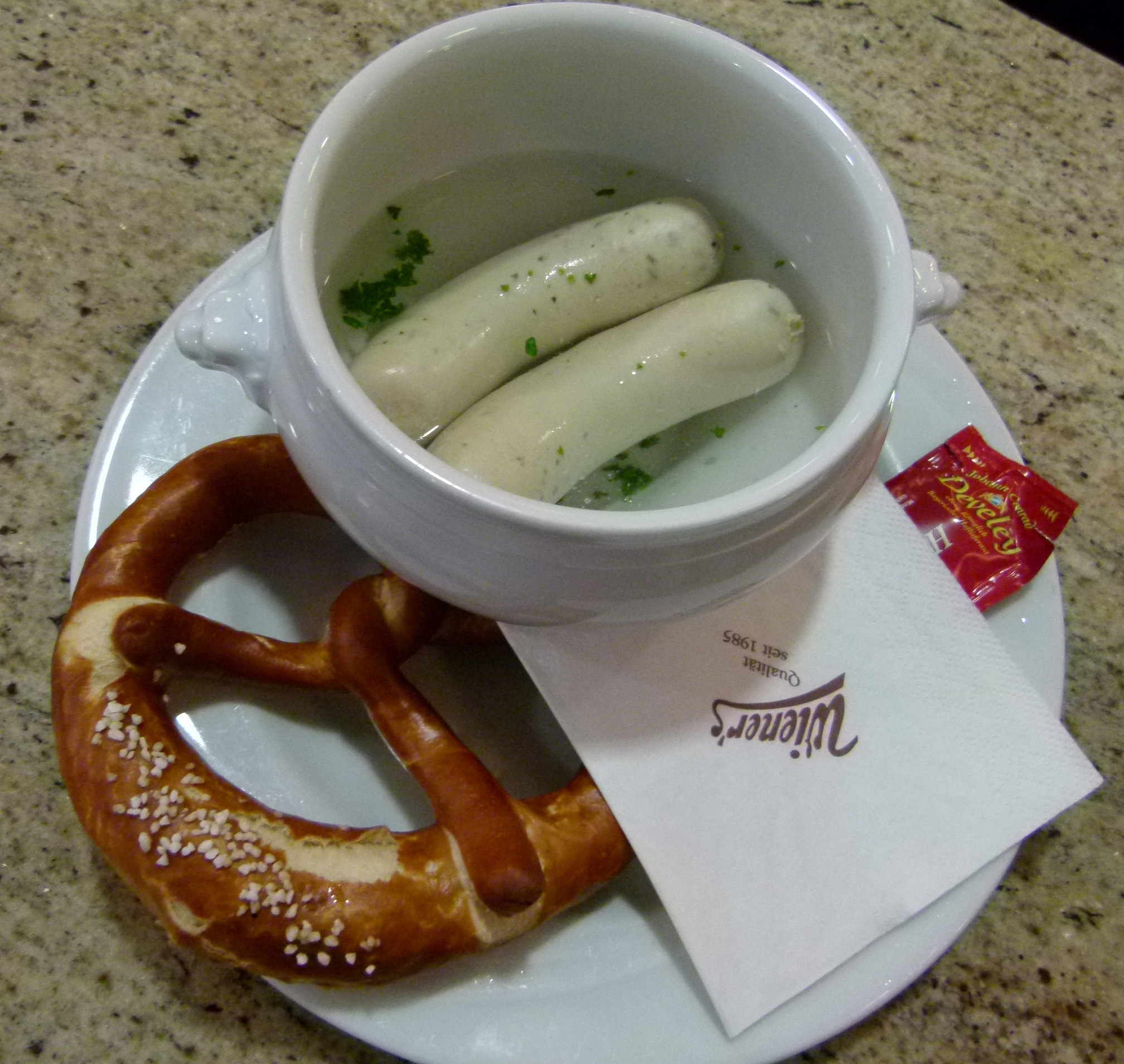
Münchner Weißwürste in einer Schüssel mit heißem Wasser

Münchner Weißwürste werden traditionell mit süßem Senf, Brezn und Weißbier vormittags zur Brotzeit verzehrt. Speziell beim Verzehr in Gaststätten werden, um das Auskühlen zu verhindern, wodurch die Haut sich schnell verfärben würde, die Würste in einer Schüssel mit heißem Wasser serviert. Bei der Weißwurst wird der Darm nicht mitgegessen. Sie wird entweder „gezuzelt“ („gesaugt“), also mit der Hand gefasst und der Inhalt mit den Zähnen aus dem Darm gezogen. Oder sie wird mit Messer und Gabel auf dem Teller längs halbiert, so dass der Darm auf der Unterseite intakt bleibt, und der Inhalt mit dem Besteck quer heruntergewälzt werden kann. Es besteht die Möglichkeit, die Wurst seitlich ein wenig einzuschneiden oder mit der Gabel aufzuschlitzen und die Haut daraufhin in einem Stück von der Wurst zu lösen. Eine Weißwurst kann aber auch, wie die meisten anderen Würste mit Naturdarm, mitsamt der Haut gegessen werden.

### Herkunftsbezeichnung
Die Schutzgemeinschaft Münchner Weißwurst plante, die „Original Münchner Weißwurst“ bei der EU-Kommission in Brüssel als Herkunftsbezeichnung schützen zu lassen, und stellte dazu 2004 einen Antrag beim Deutschen Patent- und Markenamt (DPMA). Entsprechend dem Antrag hätten nur in München hergestellte Weißwürste als „Münchner Weißwürste“ angeboten werden dürfen. Deshalb beantragte der Fleischerverband Bayern, das Herstellungsgebiet auf Altbayern und Schwaben auszudehnen. Nach vorläufiger Auffassung des DPMA vom 25. Februar 2005 erfüllte nur der Antrag der Schutzgemeinschaft Münchner Weißwurst die Voraussetzungen für die Eintragung einer geschützten geografischen Angabe. Am 17. Februar 2009 lehnte das Bundespatentgericht in letzter Instanz diesen Antrag mit der Begründung ab, dass Münchner Weißwürste seit Jahrzehnten mengenmäßig weit überwiegend aus anderen Regionen Bayerns und nicht aus München stammten.

## Schlesische Weißwurst

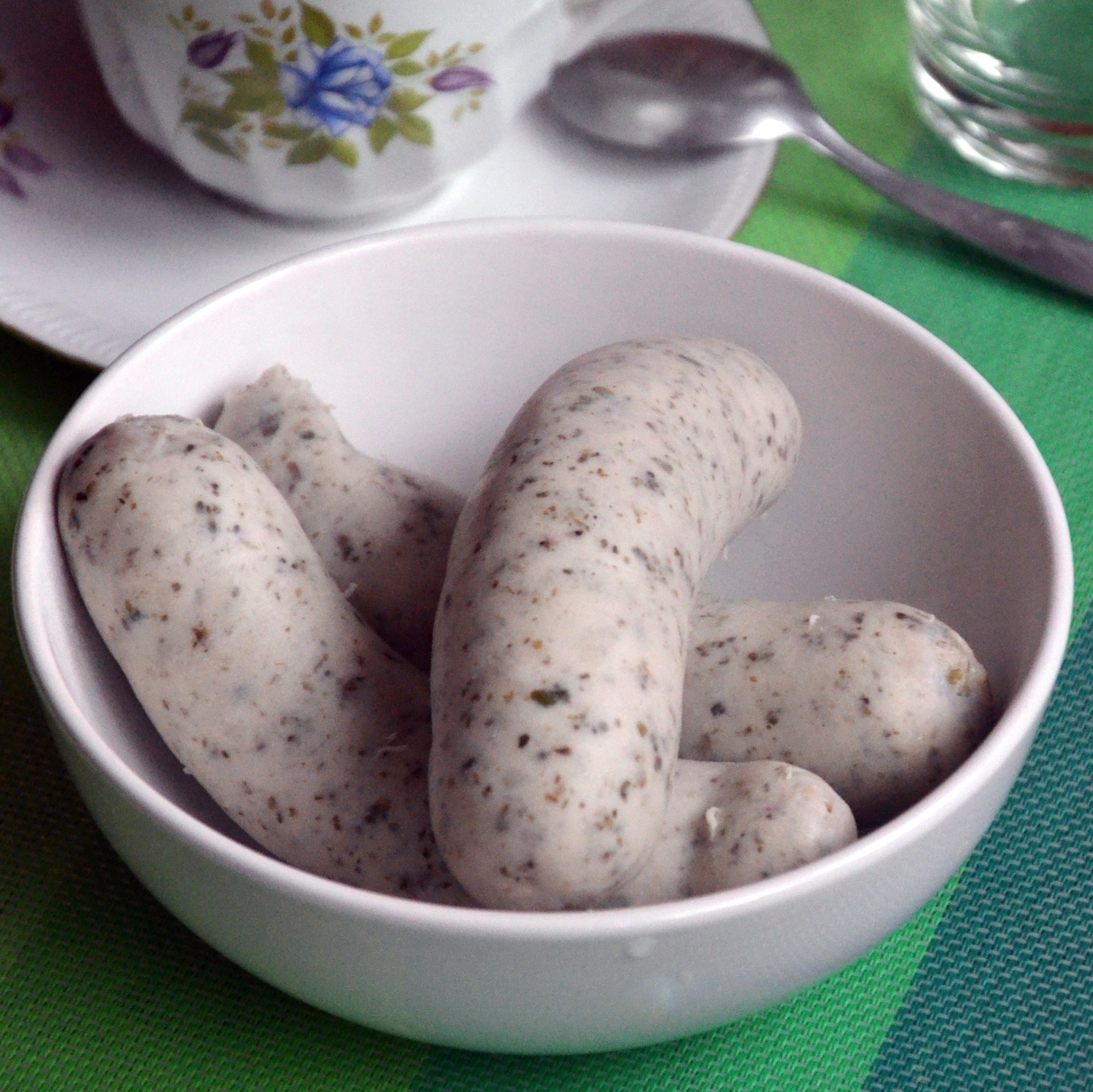
Schlesische Weißwurst (Schläsche Weißwurscht)

Die schlesische Weißwurst (schlesisch Schläsche Weißwurscht) wird traditionell im Dezember gefertigt und zu Heiligabend und Neujahr mit einer typisch schlesischen Sauce (zum Beispiel Fischtunke oder Lebkuchensauce) verzehrt. Die Wurst selbst besteht vor allem aus Kalbfleisch (heutzutage oft durch Schweinefleisch ersetzt oder ergänzt) und Schweinespeck, welche beide unter Beigabe von Eis extrem fein gekuttert und mit Zitronengewürz und Weißwein verfeinert werden. Die Fleischmasse wird in Schweinedünndarm abgefüllt und kann zur besseren Haltbarkeit abgebrüht werden. Die fertige Wurst wird langsam in Wasser erhitzt oder auch in Butter gebraten. Als typisch schlesisches Weihnachtsessen wird diese dann zusammen mit Kartoffeln, Kartoffelbrei oder Graubrot und Sauerkraut serviert. Dazu gehört noch Rauchfleisch bzw. geräucherter Schweinebauch.

## Polnische Weißwurst
Anders als die schlesische Weißwurst enthält die polnische Weißwurst (Kiełbasa biała) typischerweise Knoblauch und Majoran, Letzteres in ihrer großpolnischen, galizischen, pommerschen und kujawischen Variante. Sie ist darüber hinaus etwas gröber und wird nicht nur aus Rindfleisch oder Kalbfleisch hergestellt, sondern enthält standardmäßig Schweinefleisch. Sie ist in Schlesien bekannt und verbreitet. Polnische Weißwurst ist ein zentraler Bestandteil des polnischen Osterfrühstücks. Zu den heißen Würsten reicht man mit Vorliebe Brot, Butter, geriebene Rote Bete und Meerrettich. Ferner wird polnische Weißwurst häufig als Einlage in Żur gegessen, einer traditionellen Sauerteigsuppe der polnischen Küche, oder sie dient, oft mit Polnischer Sauce und Beilagen, als Hauptgang.

## Sonstiges
- Als Weißwurstäquator bezeichnet man die nördliche Grenze des bayerischen Kulturraums.
- Im mitteldeutschen Raum wird die regional verbreitete Kochwurst Knappwurst alternativ als Weißwurst bezeichnet.